# Pak Chol-min (judoka)
Pak Chol-min (박철민?; Corea del Nord, 21 settembre 1981) è un judoka nordcoreano, vincitore di una medaglia di bronzo nella categoria 66 kg alle Olimpiadi del 2008 a Pechino.

## Palmarès
- Giochi olimpici estivi

2008 - Pechino: bronzo nei 66 kg.